# Перемишляни
Перемишля́ни — місто в Україні, Львівського району, Львівської області, центр Перемишлянської міської громади.
Перемишляни розташовані на річці Гнила Липа, за 45 км на південний схід від Львова на автошляху Львів — Івано-Франківськ. Перша письмова згадка про Перемишляни датується 1437 роком. Герб міста це солом'яний Іван — сапетка, біля якого знаходиться кілька Лаверів.

## Населення

### Чисельність
7085 мешканців (01.01.2019) Загальна чисельність населення Перемишлянського району, станом на 01.01.2016 року, становила 38 866 чоловік. З них сільського населення — 28158 осіб, міського — 10708 осіб.
У місті Перемишляни проживає — 7085 осіб, у місті Бібрка — 3 923 осіб.
До 1945 року більшість жителів міста були польської національності.
| №  | рік  | населення |
| -- | ---- | --------- |
| 1  | 1939 | 5900      |
| 2  | 1959 | 3645      |
| 3  | 1970 | 4724      |
| 4  | 1979 | 5972      |
| 5  | 1989 | 7967      |
| 6  | 1992 | 7,9 тис.  |
| 7  | 1998 | 7,5 тис.  |
| 8  | 2001 | 7565      |
| 9  | 2003 | 7402      |
| 10 | 2004 | 7263      |
| 11 | 2005 | 7178      |
| 12 | 2006 | 7097      |
| 13 | 2007 | 7004      |
| 14 | 2008 | 6971      |
| 15 | 2009 | 6932      |
| 16 | 2010 | 6946      |
| 17 | 2011 | 6918      |
| 18 | 2012 | 6871      |
| 19 | 2013 | 6874      |
| 20 | 2014 | 6885      |
| 21 | 2015 | 6887      |
| 22 | 2016 | 6885      |

### Національний склад
Розподіл населення за національністю за даними перепису 2001 року:
| Національність  | Відсоток |
| --------------- | -------- |
| українці        | 98.65%   |
| росіяни         | 0.87%    |
| поляки          | 0.35%    |
| інші/не вказали | 0.13%    |

### Мова
Розподіл населення за рідною мовою за даними перепису 2001 року:
| Мова            | Кількість | Відсоток |
| --------------- | --------- | -------- |
| українська      | 7439      | 99.20%   |
| російська       | 56        | 0.75%    |
| білоруська      | 1         | 0.01%    |
| болгарська      | 1         | 0.01%    |
| інші/не вказали | 2         | 0.03%    |
| Усього          | 7499      | 100%     |

## Герб і прапор
Герб і прапор Перемишлян — офіційні символи міста, затверджені 10 червня 1997 року рішенням сесії Перемишлянської міської ради.
Герб: у синьому полі золотий вулик, навколо якого — 12 золотих бджіл. Щит обрамований декоративним картушем i увінчаний срібною міською короною з трьома мерлонами.
Прапор має вигляд квадратного полотнища, складеного з двох вертикальних смуг — жовтої та синьої, із співвідношенням їх ширини 1:3. У центрі синьої смуги — зображення жовтого солом'яного вулика — сапетки, жовта смуга містить зображення 3 чорно-жовтих бджіл.

## Назва
Слово «перемишляни» означає мешканців міста Перемишля— першої столиці та значного релігійно-культурного центру Галичини XI — XV ст. Додатковим аргументом на користь цього походження назви може бути той факт, що перша згадка селища «Перемишляни» в «Актах городських та земельних» припадає на 1437 рік — через 21 рік після розгрому польською владою православної єпархії у Перемишлі. В польських джерелах дається свій варіант походження назви Перемишляни (пол. Przemyślany). Походить від поєднання «słava» і «promysl/przemysł», у перекладі близьке до «слава промислу».
Але це пояснення є хибним, швидше назва міста є ближчою до Перемишля, котре походить від слов'янського імені Пржемисл. Династія князів Пржемисловичів була однією з панівних у східній Європі, після розгрому «Велико-Моравської держави» у X столітті. Крім Перемишлян, у Львівській області є село Перемишлів, що говорить про вплив Пржемисловичів на галицькі терени, та володіння ними до Пястівської Польщі та Володимирової Русі.

## Історія міста
Документи другої половини XV та першої половини XVI століття описують Перемишляни як велике село, яке часто зазнавало спустошення татарською навалою. Особливо сильно поселення постраждало у 1620, 1626, 1667 і 1675 роках. В останнє орда настільки сплюндрувала місто, що його звільнили від сплати податку аж на 4 роки. З історичних джерел відомо, що у пізньому середньовіччі у місті був зведений замок. Та повне уявлення про нього дає інвентарний опис зроблений 1698 році. На межі XVI—XVII ст. місцевість належала Уланецьким, пізніше — Полановським і Балабанам, Мрожкам, Сенявським, князям Чарторийським, Любомирським, а також роду Потоцьких.
У 1623 році поселення отримало магдебурзьке право (міські права були підтверджені у 1728 і 1733 роках). У середньовіччі Перемишляни були досить потужним містом-фортецею, про що свідчить і опис, зроблений мандрівником, послом Ульріхом фон Вердумом, що побував тут 1 грудня 1671 року. На той час поселення було обнесене валом, на якому вгорі стояли міцні стіни з дерева. В місто вели дві брами — Львівська та Бережанська — та хвіртка. На валах стояли гармати і п'ять гаківниць. Інвентарний опис місцевої дерев'яної твердині з 1698 року дає уявлення про тодішній вигляд міських фортифікацій. Даний опис згадує також, що у місті на ринкову площу виходив 31 будинок, кожен хазяїн якого платив місцевому феодалові по 15 грошей чиншу. Далі було ще 50 будинків, за валом — 6, у передмісті Воля — 13. Всі ті, хто жили в межах міста, платили по 10 грошей чиншу та виконували шарварок — повинності по ремонту доріг, греблі, мостів тощо. Велика пожежа, що сталася 1758 року, зруйнувала місто майже повністю і знов уряд звільнив мешканців від сплати податку на 3 роки. Відомо, що у 1690-х роках з ремесел тут найбільш розвинутим було ткацтво.
У 1772 році Перемишляни входять до складу Австрійської імперії, але так і залишаються маленьким провінційним містечком, що входило до Золочівської округи. 1860 року місто отримує статус повітового центру.
У 1850-х роках нараховувалося вже 372 двори, мешканців було 3167. У XIX столітті Перемишляни славилися своєю школою пасічників — єдиною у Австро-Угорській імперії. На печатці панського маєтку (домінії).
1869 року у Перемишлянській окрузі було 5 хірургів, 5 повитух та 2 аптеки. Для хворих функціонувала лікарня на 40 ліжок.
з 1870-х рр., відбиток якої зберігся в колекції документів відомого львівського краєзнавця Антонія Шнайдера, зображений семираменний хрест (герб Потоцьких — «Пилява»).
З 1909 року через місто пролягла залізниця Львів-Підгайці, що сприяло розвитку торгівлі та лісозаготівлі та дало поштовх до зростання економіки міста, почався розвиток лісництва та торгівлі. В роки Першої світової війни біля Перемишлян відбулися дві запеклі австро-російські битви (29—30 серпня 1914 року і 29 червня — 2 липня 1915 року).
Після Першої світової війни Перемишляни ввійшли до складу Польщі. Протягом серпня-вересня 1920 року місто займала Червона армія, але після розгрому червоних кіннотників під Варшавою, 1918—1939 роки ознаменували повторну приналежність міста до Польщі.
У 1931 році місто було населено 67% поляків, 20% євреїв, 13% українців та інших.
Польща закріплює ці землі за собою до 1939 року. Потім Друга світова війна. У вересні 1939 року в місто прийшли знову «совіти». В місті встановлюється радянська влада. 10 лютого та 13 квітня 1941 року з Перемишлян до Сибіру було депортовано близько 90 осіб, переважно поляків.
Німецька окупація розпочалася 1 липня 1941 року, коли перші підрозділи Вермахту увійшли до Перемишлян. 4 липня (за іншими даними 15 липня), після обіду була спалена головна місцева синагога, де перебувала невідома кількість євреїв.

синагога (божниця), спалена нацистами під час окупації міста
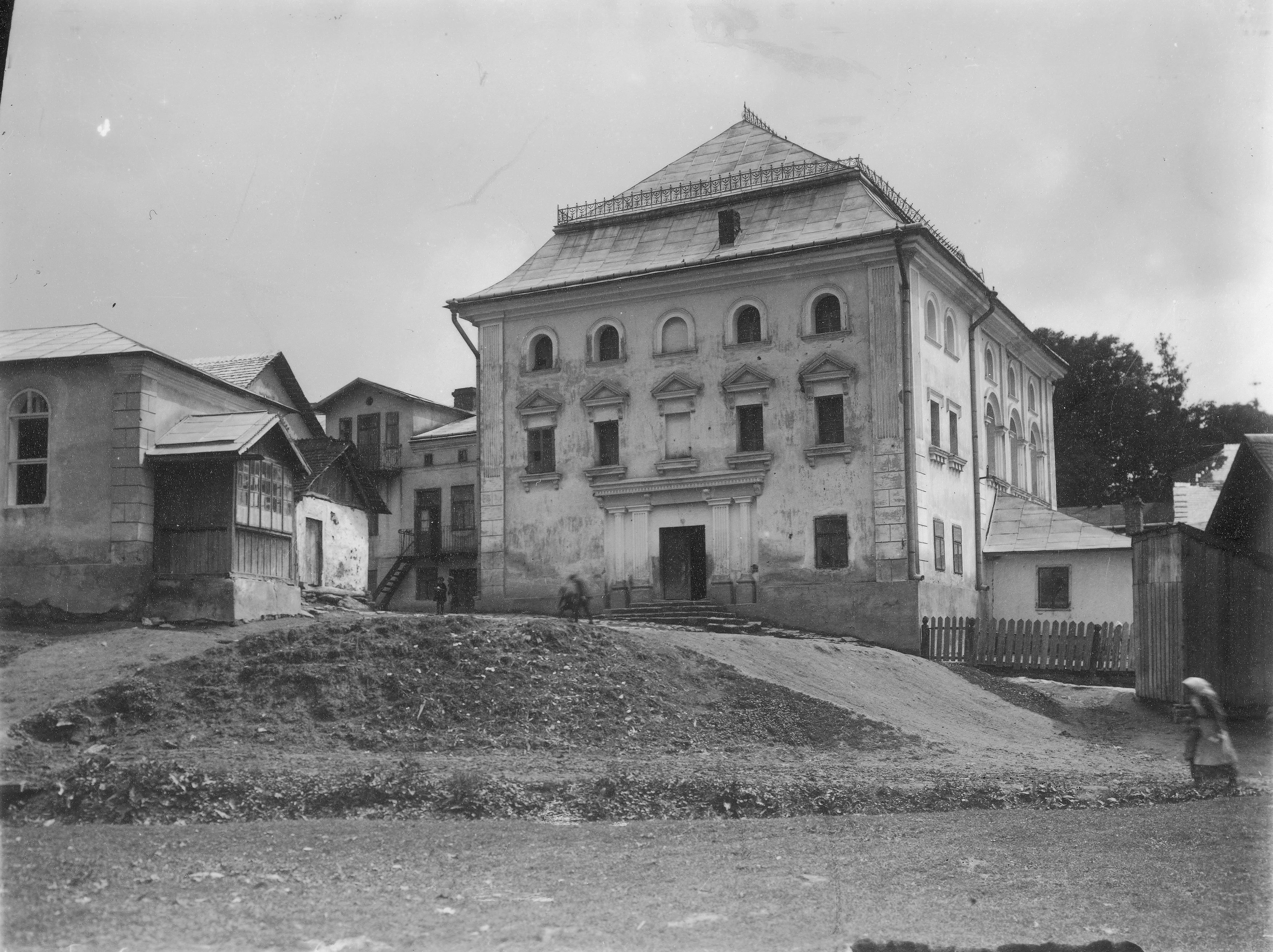
Велика синагога
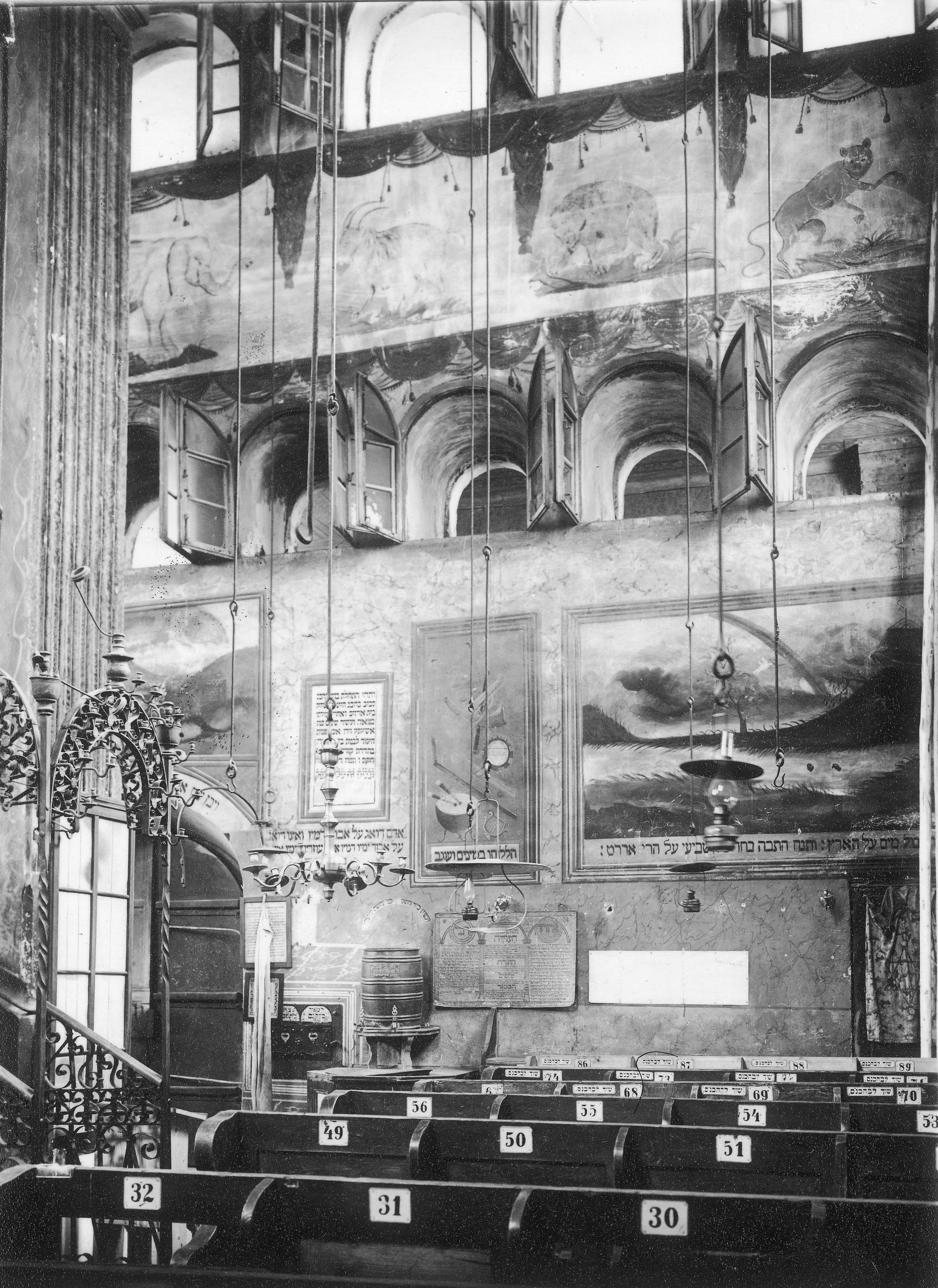
інтер'єр
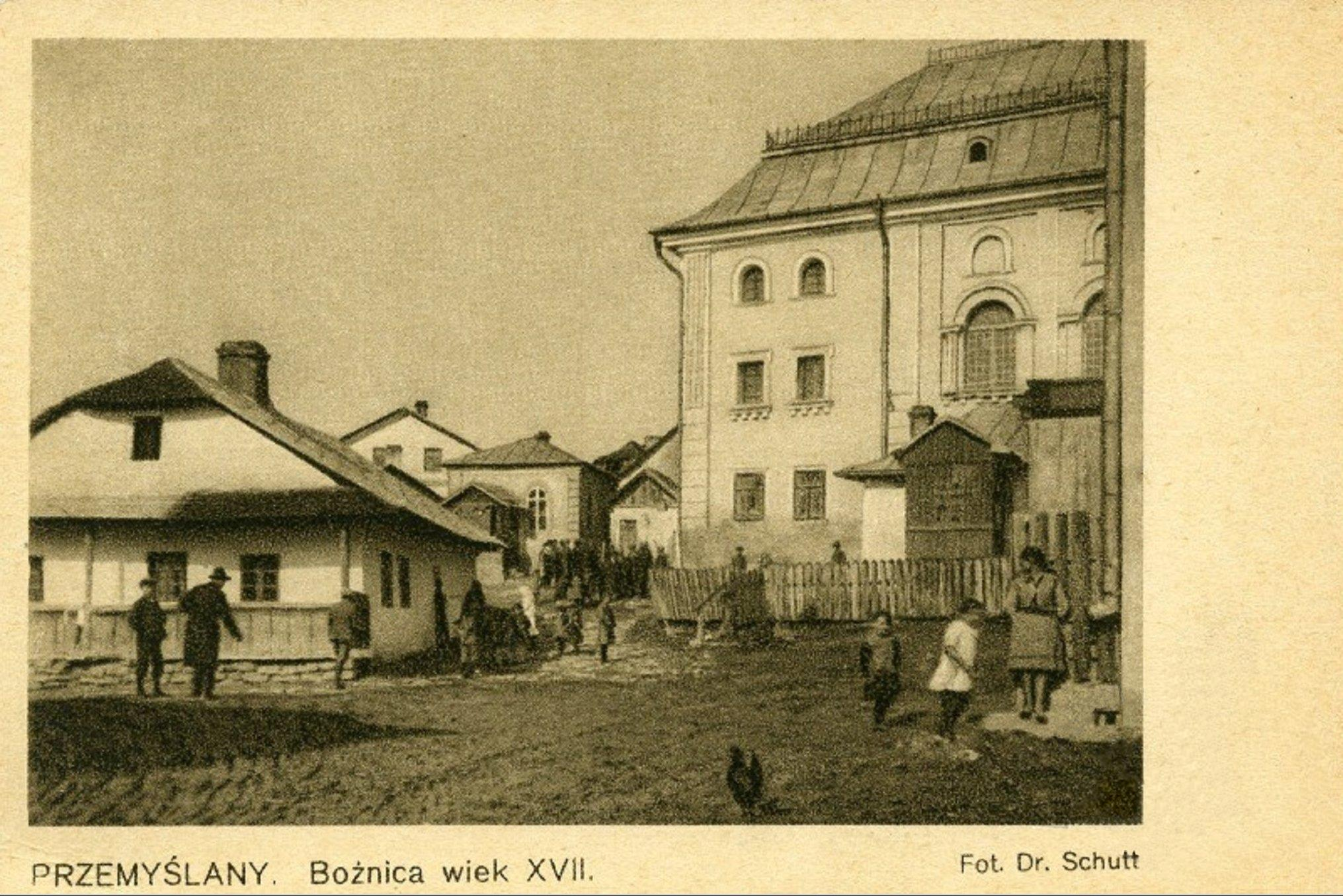
Божниця XVII ст.
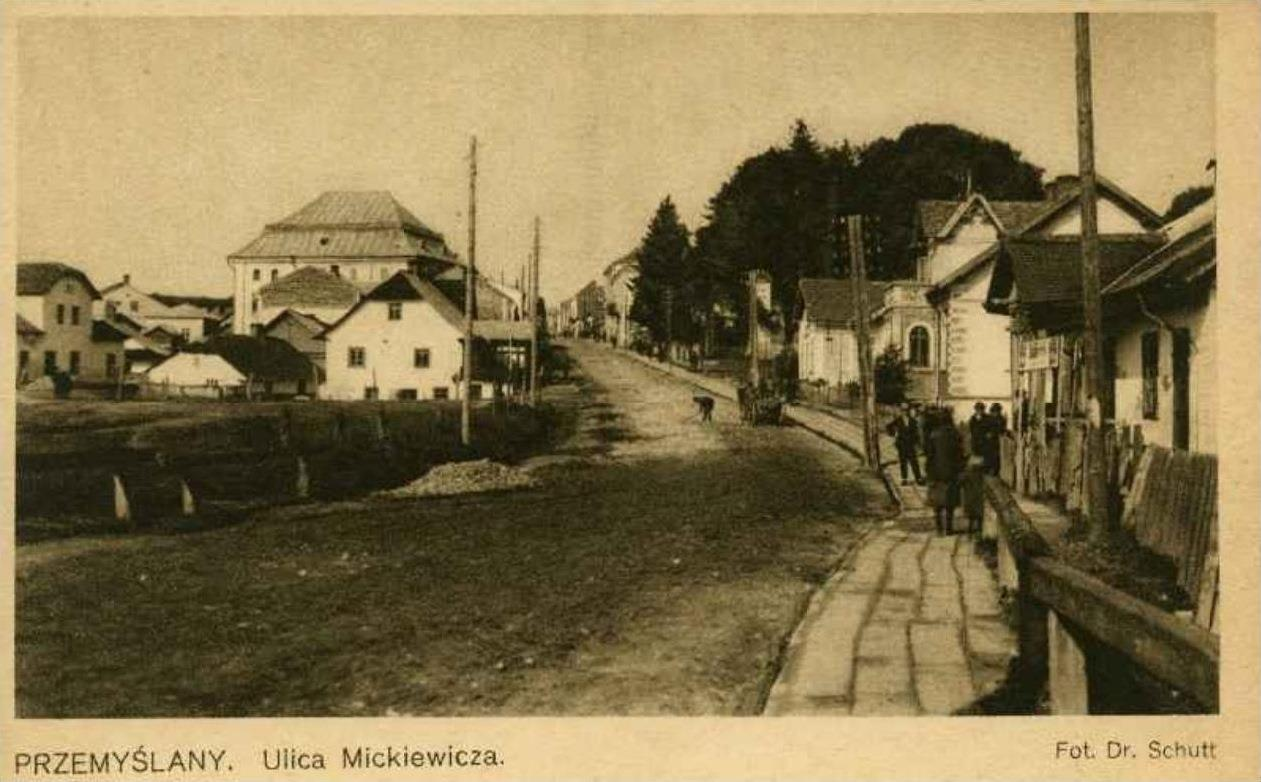
вул. Мікевича, синагога

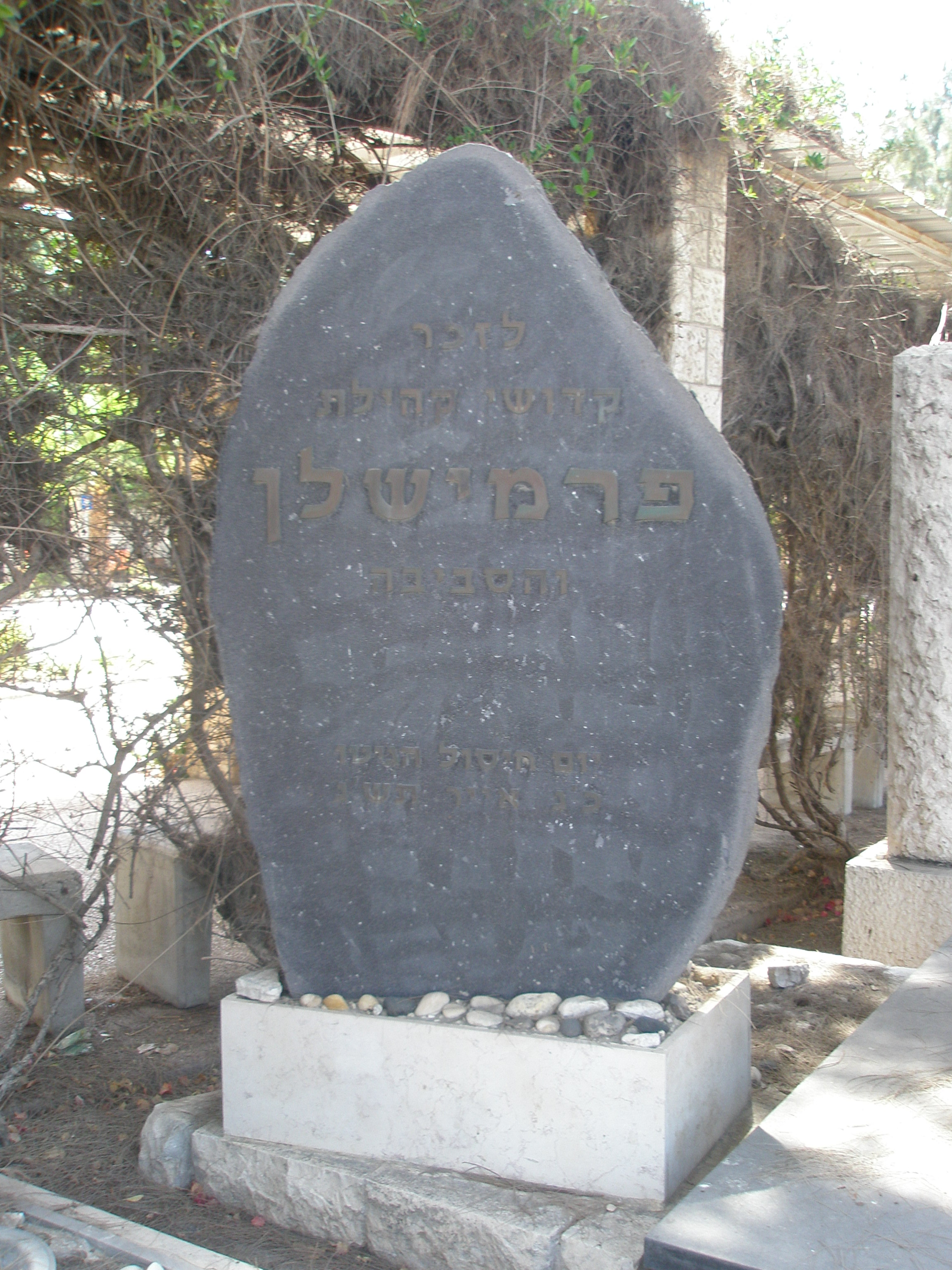
камень пам'яті перемишлян, що загинули в Голокості (на цвинтар Кір'ят Шауль у Тель-Авіві).

22 травня 1943 року нацисти ліквідували гетто в Перемишлянах, розстріляно до 2 000 євреїв. В цей час також продовжується боротьба УПА. 18 червня 1944 року нацистські війська вибиті 16-ю бригадою полковника Всеволода Ривжа.
У 1939 році місто перший раз стало районним центром. З 1962 року належало до Золочівського району. З 4 січня 1964 року місто вдруге стає районним центром.

###### Боротьба проти комунізму.
З 1944 року в місті діяв осередок «Юнак». Метою організації було сприяння діяльності ОУН-УПА.

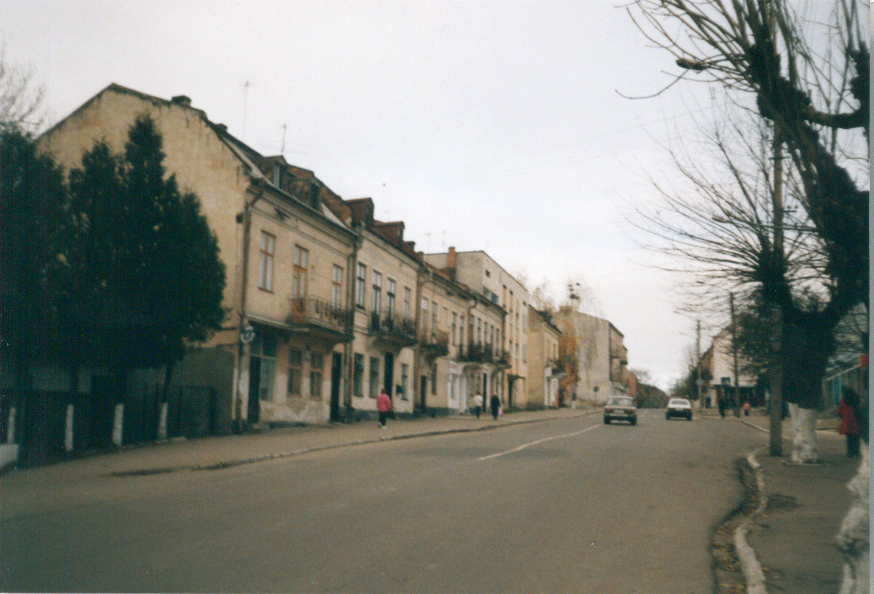
вул. Галицька
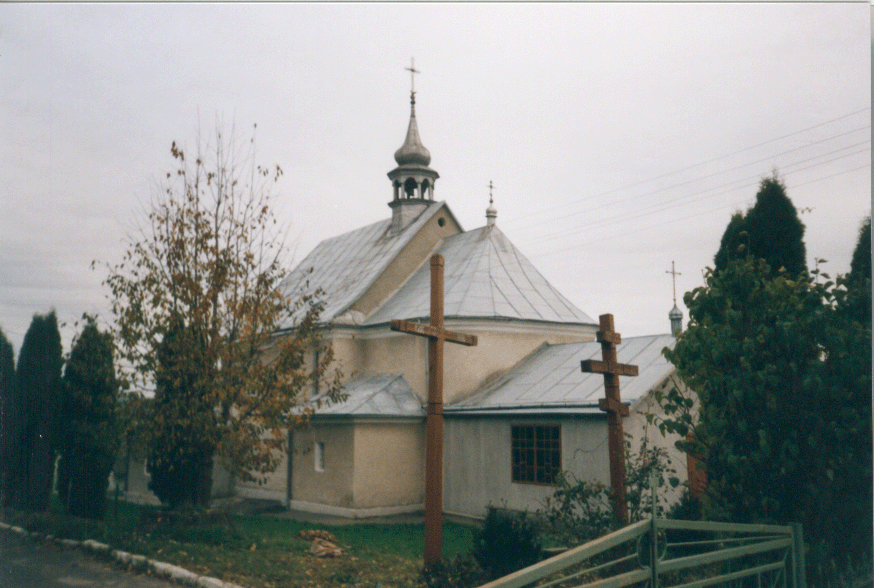
церква св. Миколая
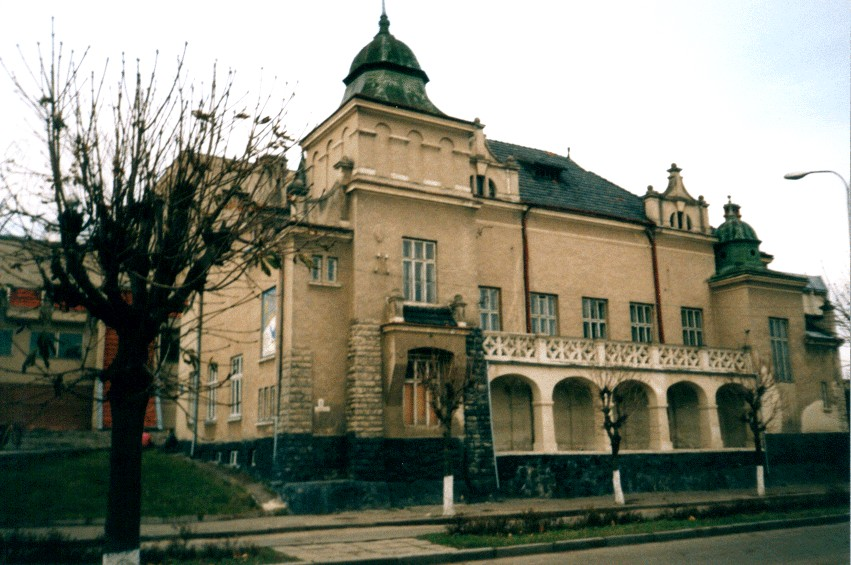
м. Перемишляни
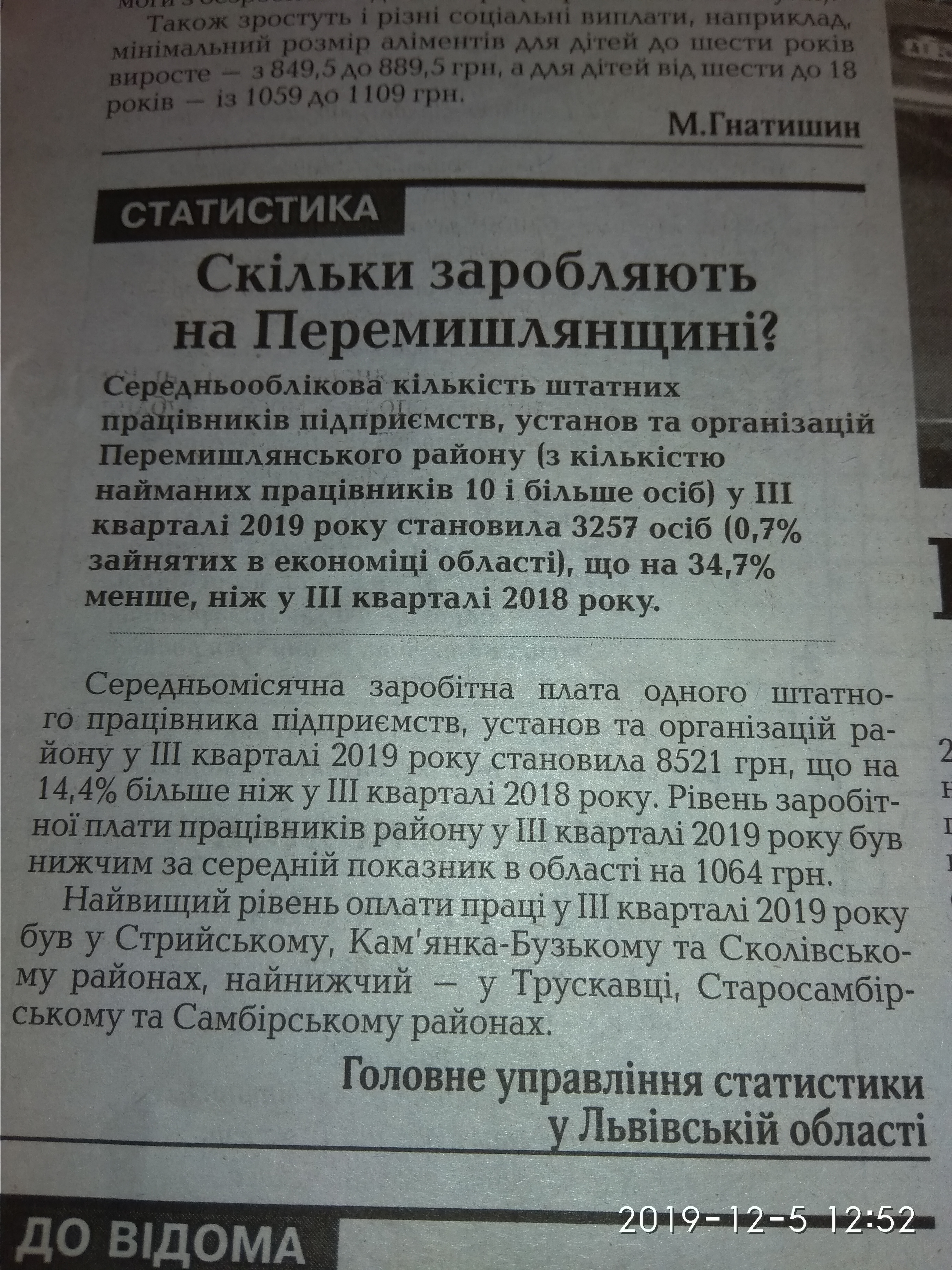
Скільки заробляли в Перемишлянському районі в 2019 р.

## Освіта

### Центр дитячої та юнацької творчості м. Перемишляни
81200, Львівська обл., Львівський район, м. Перемишляни, вул. Галицька, 68. Директор Іванна Ярославівна Дух.
Станом на перше півріччя 2013 року установу відвідують 383 гуртківці. Функціонує 54 групи, які розділені на 33 гуртки. Гуртки працюють за профілями: технічний, екологічний, декоративно-ужиткового мистецтва, художньої самодіяльності, гуманітарні. У будинку дитячої та юнацької творчості працюють 22 педагогічних працівники.

### Перемишлянський професійний ліцей
81200, Львівська обл., Львівський район, м. Перемишляни, вул. Липова Алея, 3. Директор —  Ігор Іванович Нечипор.
Навчальний заклад був створений 22 січня 1966 року наказом начальника Львівського міжобласного управління професійно-технічної освіти при РМ УРСР від 14 січня 1966 року за № 7, як міське професійно-технічне училище № 61 на виробничій базі «Львівсільбуд».
У 1975 році згідно з наказом № 112 від 07 квітня 1975 року «Про перейменування в 1975 р. професійно-технічних навчальних закладів у середні професійно-технічні училища» міське професійно-технічне училище № 61 перейменовано на середнє професійно-технічне училище № 61 м. Перемишляни.
У 1996 році згідно з наказом № 211 від 13 серпня 1996 року середнє професійно-технічне училище № 61 м. Перемишляни перейменовано на професійно-технічне училище № 61 м. Перемишляни.
Наказом № 139 Міністерства освіти і науки України від 19 березня 2003 року «Про вдосконалення мережі професійно-технічних навчальних закладів Львівської області», створено Перемишлянський професійний ліцей, який є правонаступником професійно-технічного училища № 61 м. Перемишляни.
Для вирішення статутних завдань ліцей має: навчальний корпус, побутовий блок з їдальнею, актовим залом та спортзалом; два учнівські гуртожитки на 300 місць, де для потреб учнів є бібліотека та медпункт з стоматологічним кабінетом
Для здійснення навчання учнів у ліцеї є в наявності 25 кабінетів, з них — 13 кабінетів з предметів професійно-теоретичного циклу, 9 майстерень та 4 лабораторії, один комп'ютерний клас на 20 робочих місць.
Для виконання програм з виробничого навчання у ліцеї створено:
- майстерні: майстерні штукатурів; малярів; механічної обробки деревини; та ручної обробки деревини; слюсарна; газоелектрозварювальна майстерня;  майстерня електромонтажників; майстерня швачок;
- лабораторії: лабораторія кухарів; лабораторія будови автомобіля; лабораторія телерадіомеханіків.

Навчально виховний процес в ліцеї забезпечують 53 педагогічних працівники, з них:
- 6 керівних кадрів;
- 9 викладачів професійно-теоретичної підготовки;
- 19 майстрів професійно — практичної підготовки;
- 7 викладачів загально технічної підготовки;
- 8 викладачів природничо-математичної підготовки;
- 9 викладачів гуманітарної підготовки;
- 2 викладачі фізичної підготовки;
- 1 викладач предмету «Захист Вітчизни»;
- 1 методист;
- 1 соціальний педагог;
- 2 вихователі;
- 11 керівників гуртків.

### Навчально-виховний комплекс «Перемишлянська школа-гімназія»
81200, Львівська обл., Львівський район, м. Перемишляни, вул. Привокзальна, 11. Директор — Орест Йосипович Малик у 1989—2018 роках, від 1 вересня 2019 року директором школи є  Н. Г. Борщ.
Споруда, у якій нині міститься школа-гімназія збудована у 1974 році за типовим проєктом, розрахованим на 1127 учнів. У 1974—2004 роках функціонувала як Перемишлянська середня загальноосвітня школа № 1.

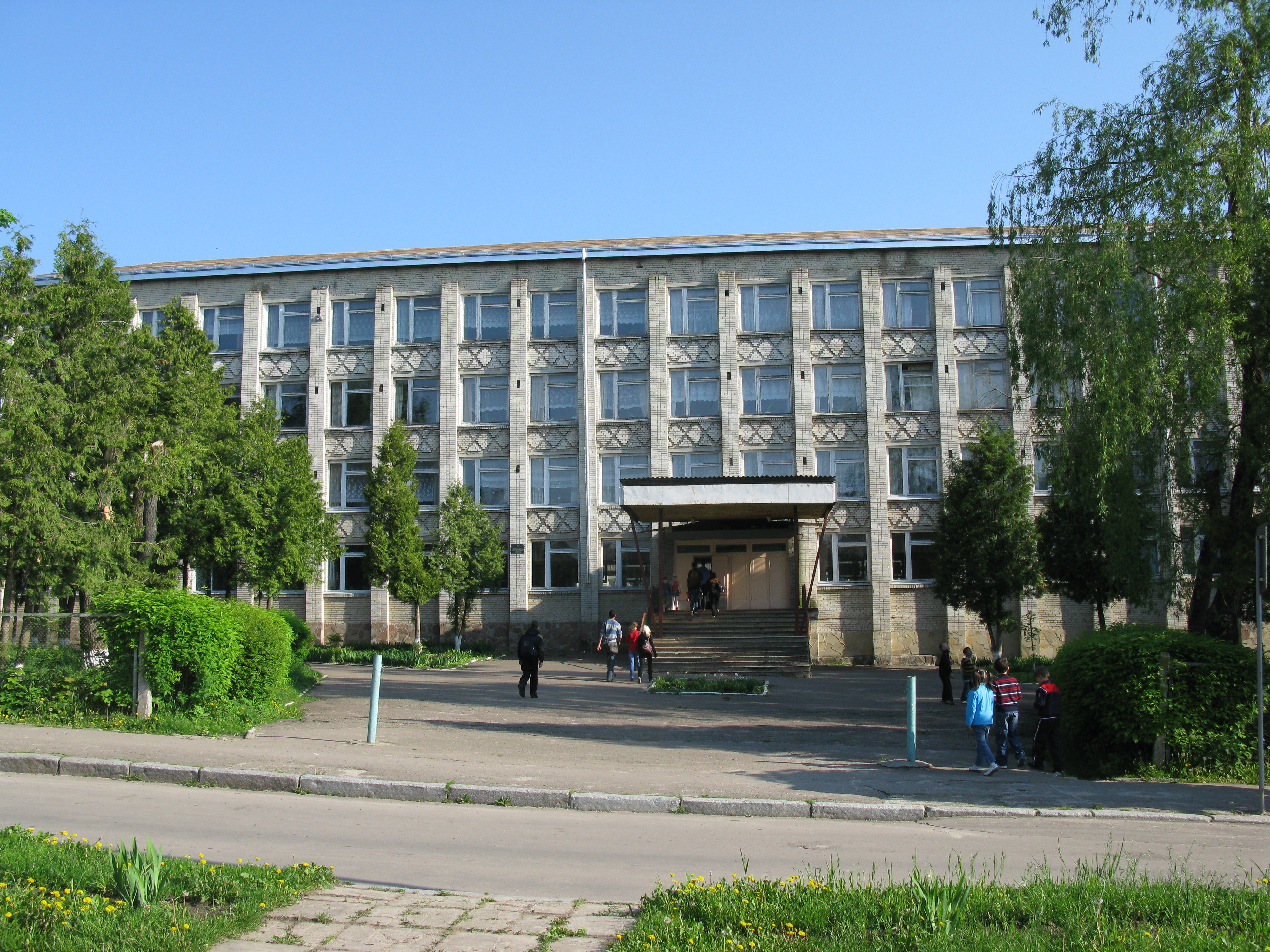
школа — гімназія

Відповідно до розпорядження голови Львівської обласної державної адміністрації № 479 від 24 червня 2004 року середня загальноосвітня школа № 1 була реорганізована в НВК «Середня загальноосвітня школа-гімназія» м. Перемишляни. Свідоцтво про державну реєстрацію видано 11 березня 2005 року.
Школа-гімназія є центром шкільного округу. Тут навчаються учні з сіл Боршів, Коросно, Станимир, Ганачівка, Погорільці, Виписки, Унів, Ладанці, Вовків, Мерещів, Бачів, Дусанів та інших населених пунктів району.

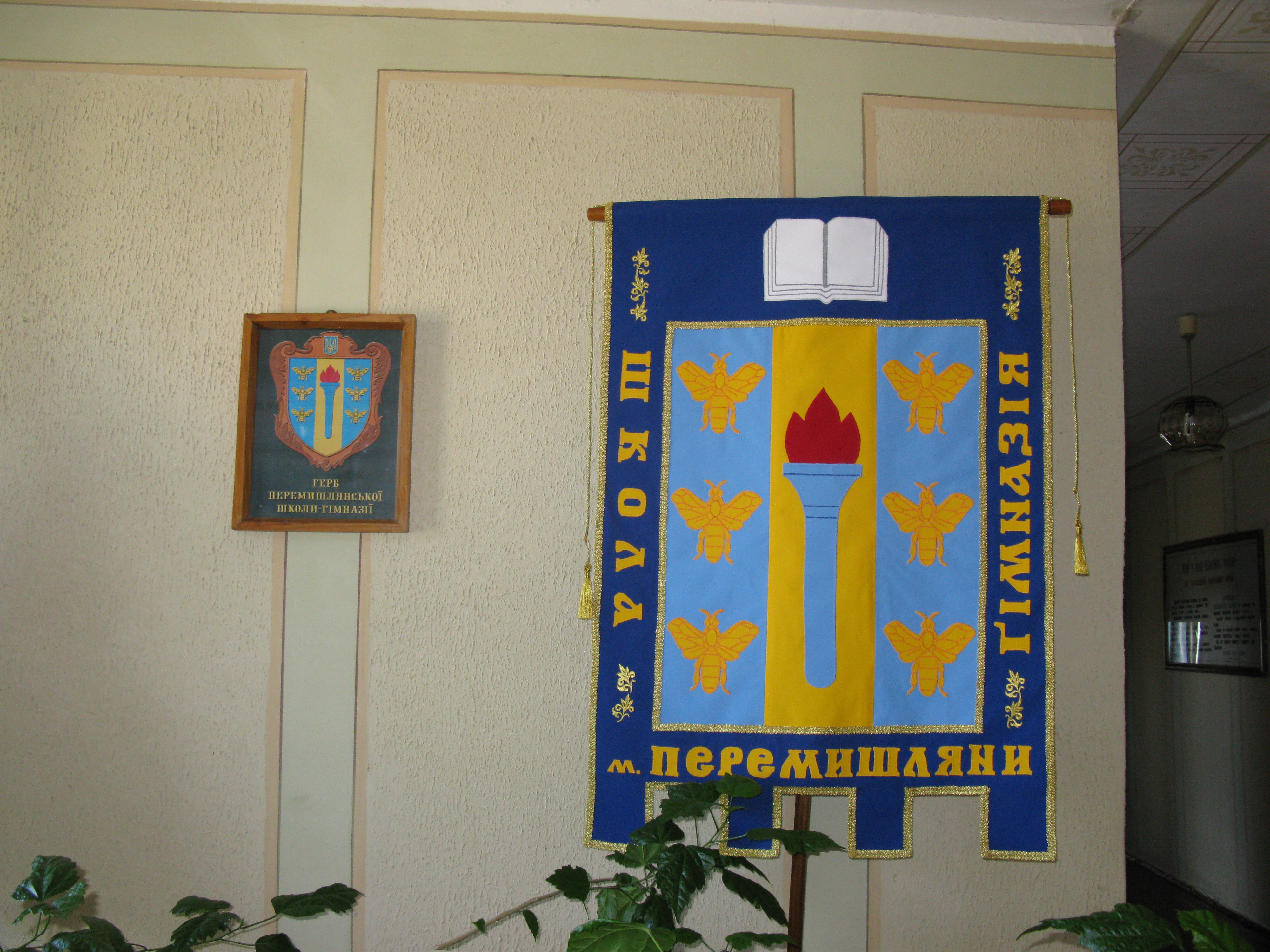
штандарти школи-гімназії

### Перемишлянська загальноосвітня школа I—III ступенів №2 імені Омеляна Ковча
У 1983 році Перемишлянська восьмирічна школа була реорганізована у Перемишлянську загальноосвітню школу № 2, про що свідчить свідоцтво про державну реєстрацію навчального закладу. Ліцензована обласним управлінням освіти Львівської обласної державної адміністрації у грудні 1995 року, ліцензія ЗОД-П № 140047 та пройшла атестацію у 2007 році. Школа розміщена в центрі м. Перемишляни. З 1 вересня 2008 року стала центром Перемишлянського локального освітнього округу № 2, до якого входять Боршівська, Виписківська, Кимирська, Короснянська, Ладанецька неповні середні школи, початкові школи сіл Неділиська і Ушковичі, дошкільна установа с. Коросно та Перемишлянський центр дитячої та юнацької творчості. У 2008/2009 н. р. у Перемишлянській ЗОШ I—III ступенів № 2 навчається 518 учнів, функціонують 23 класи. Навчально-виховний процес у школі забезпечують 44 вчителі, з них: 26 учителів — мають вищу кваліфікаційну категорію, 5 учителів-методистів та 17 учителів мають звання «старший учитель».
Колектив навчального закладу працює над формуванням громадянина-патріота і розвитком національної свідомості учнів. Виховний процес у школі здійснюється за участю батьків, громадськості та церкви. Школа працює над проблемою «Реалізація особистісно орієнтованого підходу до розвитку, виховання і навчання дітей та підлітків через оновлення змісту освіти та впровадження нових освітніх технологій на всіх ступенях навчання». Для цього створено локальний освітній округ, центром якого є Перемишлянська ЗОШ I—III ступенів № 2. Вдалось зміцнити матеріальну базу нашої школи та шкіл округу. В нашій школі добре обладнані кабінети фізики, біології, української мови та літератури, зарубіжної літератури та історії, поповнено необхідним обладнанням кабінет хімії. Придбано два кабінети інформатики, три мультимедійні системи, інтерактивну дошку, систему для тестового контролю знань, а також обладнано тренажерний зал. Забезпечено школу програмним педагогічним забезпеченням із більшості предметів. Частина вчителів пройшла курсову перепідготовку за програмою «Intel», що дало можливість їм використовувати наявне обладнання і комп'ютерні технології в навчально-виховному процесі. Курси за програмою «Intel» пройшла і частина вчителів шкіл, які належать до освітнього округу. З метою реалізації особистісно — орієнтованого навчання в школі здійснюється профільна диференціація з 10-х класів. Для здійснення рівного доступу до якісної освіти на базі Перемишлянської ЗОШ I—III ступенів № 2 організовано освітні послуги для учнів з інших шкіл округу; вони відвідують заняття з інформатики, англійської мови, хореографії та займаються в спортивних секціях. На базі Перемишлянської ЗОШ I—III ступенів № 2 діє методичний центр, до якого входять учителі-предметники з усіх шкіл освітнього округу. Заслуговує на увагу робота вчителів-предметників художньо-естетичного циклу — музики та образотворчого мистецтва. Проводячи інтегровані уроки, вчителі цих предметів залучають дітей до найкращих традицій українського народу, освітньої культури та творчої діяльності. У школі щорічно проводяться методичні тижні, на яких вчителі діляться своїми педагогічними здобутками з колегами, випробовують інноваційні технології в практиці своєї роботи.
Значна увага приділяється роботі з обдарованими дітьми. Учні Перемишлянської ЗОШ I—III ступенів № 2 щорічно стають призерами, переможцями та лауреатами районних і обласних олімпіад. Вони беруть активну участь у Всеукраїнському конкурсі «Левеня», а також у Міжнародному — «Кенгуру». З метою розвитку мовленнєвих навичок з іноземної мови налагоджено співпрацю з американським Корпусом миру. Наша школа співпрацює з початковою школою м. Глівіце (Польща). Неодноразово школи обмінювались учнівськими та учительськими делегаціями. На запрошення польських колег учні нашої школи взяли участь у VI міжшкільному фестивалі танців Європи, який проходив у місті Глівіце. Наші учасники вибороли І місце у номінації «Бальний танець» та II місце у номінації «Народний танець».

## Церкви
Храм святого Миколая Чудотворця Архиєпископа Мир Лікійських УГКЦ

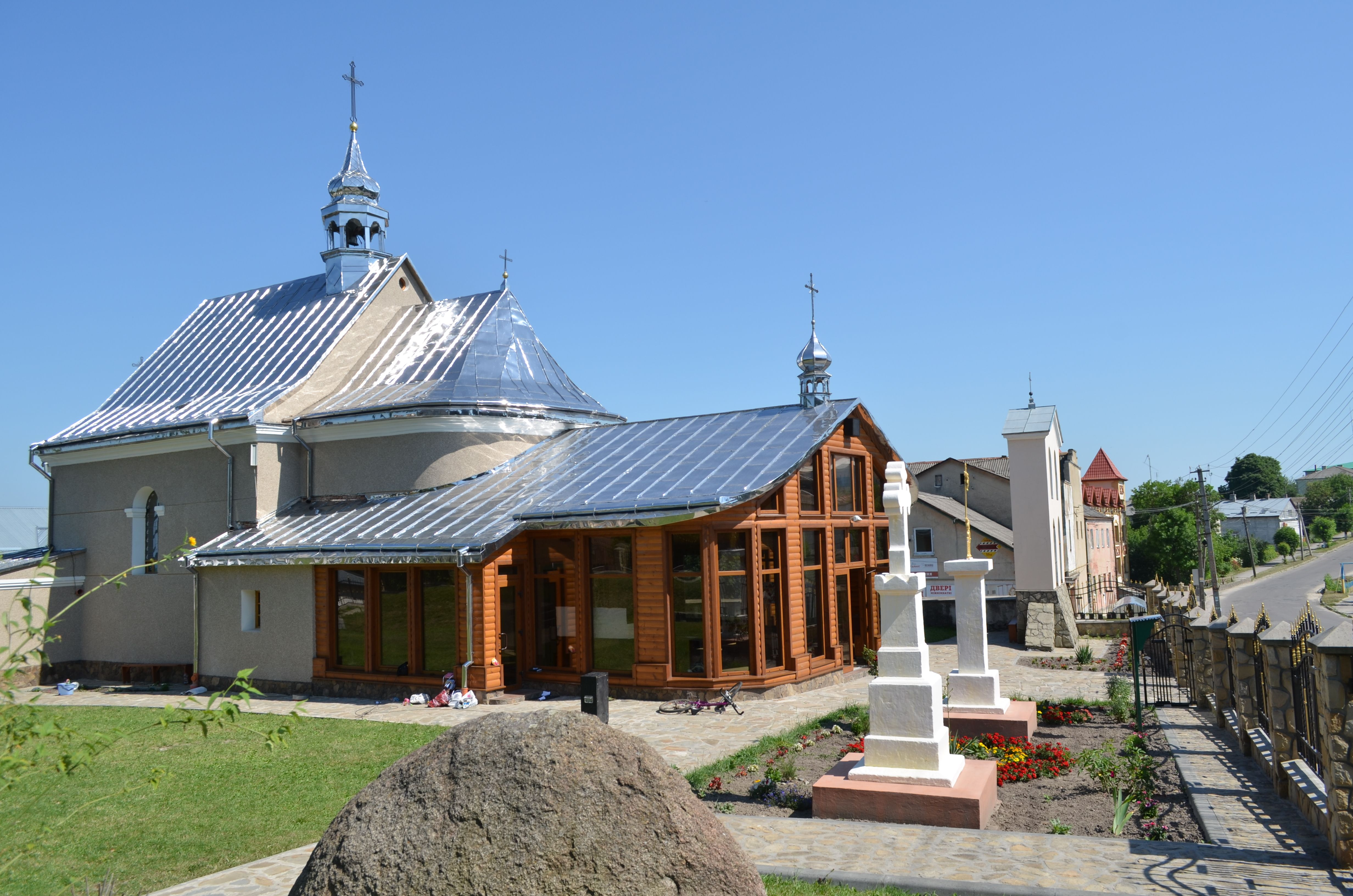

Найдавніша (збережена) згадка про греко-католицьку парафію в місті Перемишляни походить з початку XVIII століття. 22 березня 1722 року великий гетьман коронний, граф Адам Микола Сенявський, власник Перемишлян, після смерті пароха о. Ілька Гологірчика підписав акт презенти на парафію о. Степанові Гологірчику і висловив бажання, щоб тільки його затвердив на парафії єпископ Атанасій Шептицький. Також додав церкві другу чверть землі. 23 липня ця чверть була виміряна на Залип'ї поруч з полем бурмистра Бартоша Жукровського, а також додана лука в Діброві. Через багато років пани Потоцькі не хотіли погодитися з наданням цієї чверті і доказували консисторії, що воно носило особистісний характер (тільки для одного конкретного священика, а не для церкви).
26 січня 1761 року в Перемишлянах побував з візитацією парафії о. М. Шадурський, який детально описав все церковне майно, землі та відносини. Хата пароха з дуже тісним подвір'ям знаходилася біля церкви, з північної сторони цвинтаря. При ній з південної сторони був город на 9 грядок і на ньому стояла школа. Другий город на 8 грядок та з садком при ньому був за мурованою брамою. Фільварок або гумно (тік- В. Л.) священика знаходився за дерев'яною брамою і тягнувся аж до потоку. Біля потоку була саджавка, яку очевидно використовували для вимочування конопель. Десь звідти починалася вулиця, яка вела до Волі. В ліску Тицьке, що починався від унівського гостинця, парох мав ланок на 6 днів оранки одним плугом. Він закінчувався біля Барабашової долини. Ланок на Залип'ї також був на 6 днів оранки і тягнувся аж до ушковицької границі. Лука в Дібровці починалася від Кам'яного броду і тягнулася до унівського гостинця. Скосити могли її за день 15 косарів. Ще був помірок за Чорним лугом на 2 косарів. Ці церковні володіння підтвердили міщани Іван Скірка, Іван Мельничук, Іван Бодакевич, Іван Онищук та Яків Шипула.
При церкві існувало братство, яке мало фундаційний акт від 25 липня 1722 року. Воно за зібрані кошти купляло для церкви вино для причащання, займалося прикрашанням церкви. Від кожної родини парох отримував щорічно по 15 гр «проскурного». Дяк брав двічі в рік по 3 гр «святочного» та мав свої традиційні доходи від виготовлення і продажу в церкві малих свічок.
В 1787 році парохом міста був о. Іван Камінський. При церкві св. Миколая знаходився цвинтар площею 420 квадратних сажнів. В 1787 році до духовних володінь (церкви та домініканців) належали 49 моргів поля, 4 морги городів, 42 морги лук та 2 морги саджавки.
В описі церковних земель 1803 року зазначено, що церква св. Миколи тільки почала муруватися разом з дзвіницею. Валькована хата пароха вартувала 16,5 зр, стара стодола під соломою 6 зр, стайня 4 зр, шопа 4 зр, стара комірчина 5 зр, возівня 1,5 зр. Ці господарські будівлі були збудовані за кошти о. Івана Камінського, який в той час був парохом Перемишлян. Церкві належали 15 моргів ріллі та 16 моргів лук Перемишпяни в ті часи належали до Бібрецького деканату, а деканом був гринівський парох о. Семен Ангелович, батько тодішнього митрополита Антона Ангеловича.
В 1820 році парохом в місті був о. Степан Пазірський. Церква мала 31 морг землі, костел — 63 морги. У 1821 році в парафії Перемишляни-Коросно мешкали 983 українці. Парохом був о. Степан Пазірський, власником маєтків граф Альфред Потоцький.
Відомо, що 26 червня 1831 року в місті помер молодий 24-річний завідувач парафії о. Семен Затхий. Саме в цей час Галичиною котилася величезна епідемія холери. Можливо, що й вона скосила о. Семена. У 1832 році місто не мало пароха, а парафією завідував о. Іван Вишньовський, греко-католиків на цей час було в Перемишлянах 654.
У 1836 році короткий час завідував парафією о. Михайло Стахурський. Після о. Михайла чотири роки адміністрував (1836—1840 рр.), та 8 років служив як парох (1840—1848 рр.), о. Іван Ніжанковський, у тих роках чисельність українців скоротилася до 605 душ. В 1848 році о. Іван помер.
У 1848—1851 роках адміністратором був о. Рудольф Мех з Лагодова і парафія налічувала 651 душу. З 1851 по 1855 рік парохом Перемишлян був о. Йосиф Лавровський.
о. Іван Сохацький адміністрував парафію у 1855—1856 роках. У 1856 році парохом стає о. Іван Наумович. Він був парохом до 1867 року і тоді чисельність греко-католиків зросла до 745 осіб.
У 1862 році газета «Слово» виправдовувала місцевого пароха о. Наумовича, про якого польська преса писала, що роззичив 2000 російських рублів. «Слово» оприлюднило інформацію, що він отримав 186 золотих ринських допомоги, продав худобу і позичив разом 200 золотих ринських жидові під процент. На місце о. Івана Наумовича прибув у Перемишляни о. Діонісій Заневич 1841 року народження. Він писав українською мовою красивим почерком. Презенту отримав 1 листопада 1870 року і був парохом до 1877 року, чисельність парафіян зросла до 841 особи. Після нього протягом 4 років (1879—1883 рр.) служив на парафії о. Михайло Гвоздецький. 8 квітня 1883 року о. Михайло перейшов до села Великі Глібовичі.
Після о. Михайла, у 1883—1884 роках, парафію адміністрував о. Теофіл Кісілевський. На той час церква володіла: дотація орного поля 67 моргів, сіножатей 31 морг, дров 10 сажнів.
Опісля парохом сюди був направлений о. Корнило Соловський. Відомо, що біля 1893 року о. Соловський перейшов з Коросна на постійне проживання у Перемишляни. Оселився в будинку, який передала вдова колишнього священика Єлизавета Новаківська. Був хворобливий і через це занедбував процес катехизації учнів.
1 лютого 1897 року о. Корнило помер на 48 році життя та 23 році священства. У 1897—1898 роках адміністрацією парафії займався о. Іван Ілєвич. Церква мала 83 морги поля, 3 морги городів, 28 морг. Сіножатей, та 10 сажнів дров.
Після о. Івана прибув о. Ісидор Копертинський, який у 1903 році мав у Перемишлянах 800 вірних, а в Коросні 850. В тому часі, а саме 1907 року було створено Перемишлянський деканат.
У 1914 році Копертинський помер внаслідок важких переживань, викликаних війною. Газета «Діло» повідомила, що о. Ісидор помер 23 серпня на 49 році життя. Був членом майже всіх українських товариств. Сюди справді вже підходили російські війська і парох мабуть переживав за свою долю. Його замінив о. Іван Костельний, який пробув тут від жовтня 1914 до 20 квітня 1921 року. Прибув сюди з села Залісці, де був помічником пароха протягом 3 років. Звідси Костельний чомусь перейшов у невелике село Ґринів біля Бібрки, а в 1927 році був поставлений парохом села Оліїв на Поділлі. Костельний став священиком 1910 року. Коли в лютому 1918 року відбувся конкурс на посаду пароха в Перемишлянах, то надійшли заяви на цю посаду аж від 21 священика. Перевагу отримав о. Іван. З інформації Костельного 1918 року випливає, що російське військо забрало дзвони з місцевої церкви.
19 березня 1921 року відбулася передача майна церкви о. Омеляну Ковчу в присутності о. Костельного та церковних провізорів: Івана Безп'ятка, Івана Трофим'яка, Степана Гука та з Коросна Іллі Брошка і Василя Баджари. При цьому було зазначено, що парафіяльне помешкання в Перемишлянах зруйноване в час війни і парох мешкає в колишній хаті Єлизавети Новаківської, переданої для заснування богослужбової фундації. В церковній касі було 5265 польських марок готівки та було ще кілька ощадних книжок на заощаджені колись кілька тисяч корон. Ці кошти пропали, бо розвалилася австрійська держава.
5 серпня о. Омелян Ковч отримав презенту від Альфреда Потоцького і був затверджений парохом. Він народився 20 серпня 1884 року в Космачі на Ґуцульщині в родині священника. Богословську освіту отримав у Римі. Священиком став 1911 року. Спочатку душпастирську діяльність проводив у Галичині, опісля займався місіонерською діяльністю серед українців у Боснії. Повернувся в Галичину і в 1919 році став військовим капеланом УГА. Мав 6 дітей.
8 червня 1926 року за якусь провину на о. Ковча консисторія наклала суспензію на 3 місяці. Тобто він не мав права проводити відправи до вияснення ситуації.
У 1930 році о. Омелян Ковч мав тут 945 вірних. В акті огляду храму 1930 року о. Іваном Луцишином з Осталович (деканом) зазначено, що в ньому були 3 позолочені чаші, 5 фелонів, у касі 285 зол. готівки. Андрій Прончак пожертвував до храму балдахін. Будувалася хата для пароха. Провізорами були Дмитро Прончак, Іван Трофим'як та Степан Гук, дяком був Степан Маринюк. В 1930-х роках вийшла книжка о. Омеляна «Чому наші від нас утікають».
В часи німецької окупації о. Омелян всіляко допомагав Перемишлянським євреям рятувати своє життя. Він вихрещував їх і видавав відповідні документи. Про це дізналося гестапо і 30 грудня 1942 року він був арештований. Утримувався в тюрмі у Львові. Керівництво церкви пробувало врятувати пароха, але він не бажав відмовитися від своєї діяльності серед ув'язнених. В серпні 1943 року німці перевели його в табір смерті Майданек. Там він помер у шпиталі 25 березня 1944 року. 26 червня 2001 року був завершений процес його беатифікації і Папа Римський в публічному виступі перед сотнями тисяч вірних на львівському іподромі проголосив його блаженним разом з 23 іншими мучениками та визначив днем вшанування його пам'яті 27 червня.
23 липня 1943 року заступник декана о. Іван Каспрук просив консисторію поставити завідувачем парафії Перемишляни о. Сергія Ковча. Такий дозвіл був даний, але оскільки о. Сергій був молодим, то помічником йому був призначений о. д-р Роман Яценків. Невідомо, як з ними склалися справи, бо 15 серпня 1944 року на парафію Перемишляни просився у консисторії о. Микола Кулицький. Його парафія Конюшків біля Брод зовсім була зруйнована війною. Консисторія погодилася, але й він тут не осів. 22 серпня 1944 року в Перемишляни просився о. Станіслав Шпитковський, бо в раніше запропонованій йому парафії ІІІоломия були знищені парафіяльні будинки. Консисторія видала грамоту на Перемишляни, але невідомо, чи він туди прибув.
Із виходом УГКЦ з підпілля… 1990 року в нашому місті була зареєстрована греко-католицька громада. Спочатку всі Богослужіння відправляв о. Дмитро Михайлищук, який був парохом у храмі Св. Миколая з …….. по ……….. В часи комуністичного безбожництва о. Дмитро таємно у себе в хаті хрестив дітей, вінчав молоді пари.
З …… червня 1990 року парохом храму Св. Миколая став о. Володимир Петриця, який своїми чудовими проповідями, переконливим словом, власним прикладом зорганізував нашу парафію. До церкви потягнулися сотні, тисячі людей, які прагнули почути Боже слово, приступити до Святої Тайни Покаяння та Пресвятої Євхаристії. Під час Святої Літургії люди стояли на дворі, бо храм наш не великий. Тоді постало питання добудови храму. І вже у 1990 році добудова була завершена. Однак цим питання не було вирішене. Багато людей все ще стояли на подвір'ї, мокли під час дощу, мерзли на морозі, переносили і жар і холод.
У зв'язку з цим під час одного із засідань парафіяльної ради о. Володимир висловив думку про будівництво нового великого храму в місті. Члени парафіяльної ради, а згодом і вся громада підтримали цю про позицію. І почалася клопітка робота по збиранню відповідних дозволів, вибору місця для нового храму.
Нову церкву вирішили збудувати при в'їзді у райцентр Перемишляни. В іншому місці ця велична споруда не вписалася б на висотну архітектуру містечка.
Після одержання всіх дозволів, 1 серпня 1993 року було посвячено камінь під будову храму Св. Володимира Великого. Владика Фелемон Курчаба зачитав послання Кардинала Мирослава Івана Любачівського. У промовах отця-декана Володимира Петриці, голови Перемишлянської райради п. Тараса Шаха та інших, які виступали перед величезним здвигом народу під час церемонії посвяти, проходила думка-впевненість: разом із Богом, великим будівничим, парафіяни зведуть новий храм. Добрий початок, кажуть, то пів справи. Пів справи зроблено — закладено і посвячено перший камінь нового храму(фото додається).
Храм Св. Володимира Великого зводили всім миром. Будівництво почалося у складний час. Наші парафіяни відкладали останні копійки, щоб дати їх на закладини фундаменту храму.
Будівництво храму тривало декілька років. Робота не була легкою і не могла бути поспішною. Над всім треба було добре подумати, бо й інженер на будові, і будівельники, і всі люди, які брали участь у спорудженні храму, таку величаву будівлю зводили в перше. Тай зводив цю споруду не один монолітний колектив майстрів, а, по суті, все місто. Було розроблено цілий графік, згідно з яким щодня інша вулиця споряджала своїх робітників на будівництво. Всі працювали злагоджено, з любов'ю, не зважаючи на те, що працювали без платно. Сам Бог допомагав нам у цьому (фото…). І ось настав день 28 липня 2002 року — день посвячення новозбудованого храму. Величава і багатолюдна процесія вирушила із храму святого Миколая до новозбудованого храму.
Хлібом і квітами зустріли владику Юліана Гбура.
Після церемонії приготування владики до служіння Святої Літургії почалося освячення престолу і освячення самого храму.
За сумлінну душпастирську працю отця Володимира було нагороджено митрою і нагрудним хрестом. Багато парафіян за великий внесок у будівництво нового храму були відзначені церковними нагородами.
Крім такої великої господарської роботи на парафії активно вирувало духовне життя.
Вже в листопаді 1990 року було створено дитячий хор «Осанна» під керівництвом Ольги Гавінської. Хор завоював велику популярність не тільки в міст, але і поза межами України. Так із 10 по 16 серпня 1991 року юні хористи стали учасниками VI всесвітнього Дня молоді, який проходив у Ченстохові (Польща). Знаменно, що молодь світу зібралася біля ікони, яка має українське походження. Була вона намальована Візантійським художником на замовлення Київського князя Мстислава і більше двохсот років знаходилась на українській землі. Шістсот років тому ікона потрапила до монастиря оо. Павлінів у Ченстохові (ф1).
На цьому Дні молоді був присутній святіший Отець Іван-Павло II, який звернувся до молоді світу з привітальною промовою 18 мовами народів світу зокрема, до українців такими словами: «Сердечно вітаю молодь України, яка прийшла на Ясну гору до спільної Матері з нагоди всесвітнього братства, що нас усіх єднає як дітей одного батька. Слава Ісусу Христу».
В червні 1992 року хор «Осанна» взяв участь у фестивалі дитячих церковних хорів у м. Стальова Воля (Польща), у 1994 році нас запросили на два тижні до Німеччини. Там ми жили в німецьких сім'ях, кожного дня мали екскурсії, концерти. Німці радо вітали наших дітей. 24 серпня 1994 року хор взяв участь у святкових заходах з нагоди Дня Незалежності України, який організовували українці в Мюнхені.
Духовне життя парафії наповнювалось щораз новими важливими подіями: посвячення приміщень шкіл, дитячого садочка, підприємств та організацій. В СШ № 2 о. Володимир, а пізніше с. Ірина (студитка) вели уроки катихизму для учнів молодших класів. Багато учнів старших класів зорганізувалися у братство «Воїни Ісуса». Вони збиралися в школі в після урочний час один раз на тиждень, читали Святе Письмо, розучували релігійні пісні, відмовляли Вервицю, займалися доброчинною діяльністю.
Починаючи з 1991 року в день останнього дзвоника та 1 вересня для учнів-випускників у храмі Святого Миколая відправляється Служба Божа. Учні отримують благословення священика з нагоди їх вступу в доросле життя.
З ініціативи душпастирської ради храму було проведено кілька фестивалів «Великодні дзвони», які проходили на подвір'ї храму або в парку навпроти храму. Програма фестивалю включала виставку писанок, святкових рушничків для великодніх кошичків, гаївки, спортивні змагання.
А 15 лютого, у день Стрітення Господнього, кожного року проводиться свято «Проводи коляди». Тепер це свято набрало районного рівня.
Храм Різдва Пресвятої Богородиці
Церква Різдва Пресвятої Богородиці (ПЦУ). Будівля храму є переобладнана з будинку. Освячена і відкрита для вірян у 1990 р. Настоятель прот. Михайло Щербань.
Храм Вознесіння Господнього
Церква Вознесіння Господнього (ПЦУ). Настоятель прот. Богдан Сливка
Церква Святого Володимира та блаженного мученика Омеляна Ковча
Храм Святого Володимира та блажен. мученика Омеляна Ковча (УГКЦ). Освячено новозбудовану церкву у 2002 році.

## Туризм
Поряд з Перемишлянами розташована Свято-Успенська Унівська Лавра (УГКЦ) та Свірзький замок.
На таблиці, над в'їзною брамою, зазначено, що замок зведено в 1482 році і належить він роду Свірзьких. В середині XVII століття землі і замок перейшли у власність графа О. Цетнера. Замок укріпили і перебудували і він набув вигляду, який зберігся до нашого часу. Замок розташований на високому пагорбі та був оточений  непрохідними болотами, ставком, ровом і звідним мостом. Перед замком був розбитий великий парк.
Замок має два подвір'я. Одне знаходиться в нижній частині замку з лівої сторони від головних воріт і відведений під господарські приміщення, та має окремі ворота. Друге подвір'я знаходиться за головними воротами замку і оточене житловими приміщеннями. Обидва подвір'я з'єднані між собою проходом з сходами. Південне крило верхнього замку завершується прямокутними у плані триярусними вежами з стрільницями. Оборонні вежі розташовані також в кутах північного корпусу і в центрі західного фасаду. з правої сторони від брами замку знаходиться кругла оборонна вежа.
Хоч замок і розташований у вигідному місці для оборони, не має оборонного планування. Це замок палацового типу, зведений у вишуканому ренесансному стилі. В 1648 році замок спалили татари. Та в 1672 і в 1675 роках замок вистояв турецьку облогу. Замок був родинним гніздом родини Цетнерів до XIX століття. З 1907 року замком володів граф Роберт Лямезан Селянс, який багато зробив для оновлення замку та інтер'єрів палацу.
У 1914 році замок спалили росіяни, згоріли всі цінності, які московити не змогли винести, та велика бібліотека. Але граф Салянс не полишив споруду, після війни він знову відреставрував замок. Та настав 1939 рік, коли Перемишляни разом із рештою Галичини увійшли до складу УРСР. До 1975 року замок стояв пусткою та занепадав. В 1975 році заслужений архітектор України Андрій Шуляк домігся реставрації замку, яка закінчилася у 1983 році.
Зараз замок перебуває в перманентних реставраційних роботах, які то починаються то затухають протягом десятків років і використовується як будинок архітектора. Хоча вирізняється охайністю і досить пристойним станом споруд.
У цьому замку проходили зйомки фільму «Три мушкетери». Замок був резиденцією леді Вінтер.

### Свято-Успенська Унівська Лавра
Заснований князем Федором Любартовичем на початку XV століття Унівський монастир у XVII — XVIII століттях став важливим просвітницьким осередком на галицьких землях. Тут діяли духовна семінарія й друкарня. У монастирі побувало чимало відомих на той час релігійних особистостей та просвітителів. За планувально-просторовою побудовою укріплений монастирський комплекс нічим не відрізняється від регулярних баштових замків. Він квадратний у плані, з внутрішнім двором; у первісному вигляді мав чотири наріжні башти. З південного боку оборонного муру було влаштовано в'їзну браму з баштою над нею. У центрі замкового двору, сформованого двоповерховими корпусами келій і будинком митрополита, стояла церква з прибудованою до неї оборонною баштою-дзвіницею. Унівський монастир було оточено глибоким ровом і високим земляним валом. В'їзд до монастиря здійснювався через звідний міст перед в'їзною баштою.
За час існування монастирські споруди неодноразово перебудовувалися. Так, значна реконструкція комплексу відбувалася у 1710—1741 роках, зокрема, було модернізовано оборонні мури та башти. Ймовірно, тоді ж дерев'яні корпуси келій монастиря замінили на муровані. Наступна значна перебудова монастирських корпусів, насамперед його південно-східної частини, сталася на початку XIX століття у зв'язку з формуванням апартаментів митрополита. Тоді ж було розібрано північно-східну і південно-східну наріжні башти та надбрамну башту з півдня. У XIX столітті засипали оборонні рови та знесли вали, що оточували монастир.
Унівський монастир незважаючи на перебудови в минулому, нині загалом збереглася історична планувально-просторова структура монастирського комплексу, організована двоповерховою периметральною забудовою двору та церквою Успіння Пресвятої Богородиці на монастирському подвір'ї.
Домінантою монастирського ансамблю залишається храм Успіння Пресвятої Богородиці, зведений у середині XVI століття. Це однонавовий, тридільний храм з півкруглою рівноширокою навою та бабинцем апсидою. Перекриття усіх приміщень склепінчасті. До південного фасаду примикає двоярусна квадратна башта-дзвіниця. Стіни притвору зміцнено контрфорсами та ескарповано муруваннями. На рівні завершувального фриза будівлі збереглися ключоподібні бійниці. Лаконічні форми споруди з невибагливою пізньоготичною пластикою декору та наявністю контрфорсів надають храму яскраво вираженого оборонного характеру. Лише бароковий фронтон, що з'явився в результаті реконструкцій початку XVIII століття, пом'якшує строгий вигляд церкви. Бароковими рисами позначено й завершення двох уцілілих наріжних башт, що фланкують західний мур монастиря.
Нині Унівський монастир-фортеця — це не лише значний духовний осередок Галичини, а й визначна пам'ятка оборонної архітектури XVI—XIX століть, яка приваблює шанувальників української старовини.

## Музеї

### Перемишлянський історико-краєзнавчий музей
Перемишлянський історико-краєзнавчий музей розташований в старовинному будинку, колишній відділ повітового лікаря (пам'ятка архітектури початку XX століття). Загальна площа експозиційних залів — 436 м².
Вперше двері історико-краєзнавчого музею у Перемишлянах відкрилися 9 травня 1988 року.
Завітавши до музею можна побачити експозиції про всі періоди історії, зокрема у хронологічному порядку розташовані виставки, які розповідають про історію нашої держави:
- у підвальних приміщеннях знаходяться чотири зали, що висвітлюють епоху первісно-общинного ладу, княжої доби, Козаччини та історію Перемишлянщини.

У залі № 1 відвідувачів обов'язково зацікавить опис і картина Перемишлянського замку, інформація про основні періоди розвитку людського суспільства (палеоліт, мезоліт, енеоліт), а також матеріали трипільської та липицької культур. У вітринах музею експонуються нуклеуси, скребачки, ножі, пластини, які були знайдені під час розкопок на території Перемишлянського району.
Зал № 2 присвячений історії формування Київської Русі. Представлені портрети київських князів. Цінним експонатом у цьому залі є бойова сокира датована XII—XIII століттями.
Зал № 3  присвячений подіям національно-визвольної війни 1648—1654 років під проводом Б. Хмельницького.
Зал № 4 розповідає про історію нашого краю. Тут можна ознайомитися з книгодрукуванням на Перемишлянщині (Святоуспенська унівська лавра), історією родини Шептицьких;
- на першому поверсі знаходяться чотири експозиційні зали та зал природи.  В залі розміщена панорама Свірзького замку (пам'ятка архітектури XV століття), представлено 2 настінні вітрини «У світі тварин і рослин», «Під охороною держави».

У залі № 5 «Галичина в складі Австро-Угорської імперії» представлені знаряддя праці: ціпи, терлиці, жорна, віялка, ковальський міх і т. д., що використовувалися в даний період. Тут можна ознайомитися з копією указу імператриці Марії-Терезії про приєднання Галичини до Австрійської імперії під назвою Галичина і Лодомерія. В одній з вітрин розміщені українські національні костюми.
У залі № 6 можна ознайомитися з подіями нашого краю в роки Першої світової війни, його соціально-економічним становищем, розвитком промисловості і піднесення революційного руху. Експонуються зразки документів часів Австро-Угорщини.
На окремих стендах висвітлюється зародження УСС, бойові дії на фронтах Першої світової війни. Розміщені фотокопії портретів Олени Степанів, Гриця Косака, Михайла Галущинського та ін.
Зал № 7 присвячений подіям Листопадового чину 1918 року, утворенню Західно-української народної республіки, Української Народної Республіки, представлено фрагменти  I—IV універсалів, зразки паперових грошей.
На стенді «УПА — армія безсмертних» представлено фотознімки військових командирів, зв'язкових, медсестер, станичних ОУН-УПА.
У вітрині «Західна Україна під Польщею (1919—1939 рр.)» подано інформацію про окупаційний режим Польщі, економічну і культурну діяльність на західноукраїнських землях того часу.
Події другої світової війни представлені у залах № 8, 9. Окремі вітрини висвітлюють зародження УПА та період національного відродження краю.
Експозиції залу  № 10 розповідають про історію виникнення руху дисидентів-шестидесятників, заснування «Товариства української мови імені Т. Г. Шевченка», відкриття пам'ятника Т. Г. Шевченку в м. Перемишляни, висвітлюють події Чорнобильської трагедії, розповідають про учасників бойових дій в Афганістані. Тут можна дізнатися про знищення сотень тисяч пам'яток історії і культури, розправи НКВД над мирним населенням, руйнування церков, костелів у XX столітті. Зацікавить відвідувачів інформація про проведення перших виборів до Верховної Ради України.

## Пам'ятки

### Костел святих апостолів Петра і Павла
Згідно з даними Шематизів римо-католицьку парафію в місті було закладено в 1642 році, хоча метричні парафіяльні книги велись з 1633 року. Записи львівського архієпископа Яна Прухніцького за 1623 рік свідчать, що первісний костел разом з містом спалили татари, а в протоколі візитації архієпископа Вацлава Сераковського від 1774 р. зазначено, що місцевий храм на початку XVIII століття був знищений під час військових дій (документи та коштовності забрали до Львівської катедри, а частину майна перенесли до домініканського костелу у Перемишлянах).
Монастир домініканців-обсервантів був заснований близько середини XVII століття за фінансової підтримки родини Потоцьких. Ймовірно, що саме тоді ж ченці збудували потужний оборонний костел, який 1730 року освятив архієпископ Ян Скарбек під титулом свв. апостолів Петра і Павла (разом з 3 вівтарями та 3 дзвонами). 1774 року храм мав 5 вівтарів: свв. апп. Петра і Павла, св. Тадея, Матері Божої Святого Розарію, св. Домініка (на початку XIX ст. замінили вівтарем св. Миколая), св. Вінцента з Ферари. 1792 року після закриття монастиря домініканський костел перейшов у розпорядження дієцезіального духовенства.
Римо-католицька Перемишлянська парафія спочатку належала до деканату Дунаїв, а з 1787 року — до Свіржа. У 1819—1869 роках парохом був о. Войцех Хілярський, а у 1870—1879 роках — о. Августин Пайонк. У 1885—1929 роках від 2 до понад 4 тисяч парафіян (з півтора десятка сіл) перебували під опікою настоятеля о. Зигмунта Більського. Після відділення у 1932 році з Перемишлян парафії Вовків чотири тисячі вірних у 1936–1939 роках обслуговував парох о. Петро Струшкевич. Парафія мала 5 філіальних святинь.
Костел у с. Коросно, збудований та освячений у 1912 році, нині перебуває у стані руїни, як і святиня у Пнятині (1928 р.). Храм у Сиворогах спорудили у II половині 1930-х років. В Ушковичах святиня існувала з 1870 року, у 1935—1936 роках тут збудували костел, який у 1944 році віддали християнам-євангелістам. З 1949 року будівлю стали використовувати як колгоспний склад, а 1992 року колишній костел знову отримала громада християн-євангелістів.
У 1945 році о. Струшкевич та частина парафіян виїхали до Польщі, костел закрили (став зерносховищем), у 1950—1972 роках будівля храму належала будівельній організації «Міжколгоспбуд», потім — заводу «Модуль». 13 грудня 1991 року була зареєстрована громада вірних, яка спочатку послуговувалась цвинтарною каплицею. Костел повернули лише 6 вересня 1996 року, а 30.01.1997 р. його зареєстрували як власність спільноти. 1 квітня 1997 року архієпископ Мар'ян Яворський освятив храм. 16 травня 1997 року римо-католикам передали чотири будівлі, що прилягають до костелу. У 1998 року Перемишляни увійшли до складу відновленого Золочівського деканату. Сьогодні до парафії, яку обслуговують отці-салезіани, належать також села Глібовичі, Плетеничі та Погорільці. Єпископ Мар'ян Бучек, Ігор Седельник. (Львівська Архідієцезія латинського обряду. Ілюстрована розповідь. T. 1 'Парафії, костели та каплиці'. Частина 1. Львів, 2004 [20.09.2004] Костели і каплиці Римсько-Католицької Церкви в Україні: Перемишляни.)

## Співпраця із містами Республіки Польща
«Міста-побратими» або «Поріднені міста» — міста, розташовані в різних державах, між якими встановлено постійні дружні зв'язки для взаємного ознайомлення з життям, історією та культурою, для досягнення кращого взаєморозуміння, зміцнення співпраці та дружби між народами різних країн.
Співпраця міст реалізується через обмін делегаціями, художніми та спортивними колективами, виставками, а також літературою, кінофільмами, фотоматеріалами про життя міст. Не менш важливим є і обмін досвідом ведення міського господарства.
Сьогодні містами-партнерами Перемишлян є польські міста:
- Місто Скавіна та однойменна ґміна розташовані недалеко від Кракова, та належить до Малопольського воєводства Краківського повіту. Засновником міста є король Казимир Великий. У 2002 році Папа Римський Іван Павло II під час відвідин своєї батьківщини побував і поблагословив м. Скавіна. У місті багато підприємств, закладів культури та спорту. 23 серпня 2009 року підписано Акт встановлення партнерських стосунків між містом Перемишляни на Україні та містом і ґміною Скавіна в Польщі. Впродовж часу співпраці неодноразово здійснювався обмін делегаціями, зокрема, найбільші результати і приємні враження залишають взаємні відвідини груп дітей, які під час спілкування пізнають культуру і побут сусідньої держави. Такі візити здійснюються кожного року.
- м. Лосіце та однойменна ґміна розташовані у Мазовецькому повіті, за 120 км на схід від столиці Польщі Варшави. Перша згадка про Лосіце датується 1264 роком. А вже у 1505 році місту надається магдебурзьке право. Вулиці багаті на давні архітектурні споруди. 20 червня 2011 року підписано угоду про партнерство між містом Перемишляни в Україні та містом і ґміною Лосіце в Польщі.

## СКА «Карпати» у Перемишлянах
3 жовтня 1986 в п’ятницю на міському стадіоні в Перемишлянах відбулася товариська зустріч з футболу між командами «Колос» (м.Перемишляни) і СКА «Карпати» (м.Львів). За «Карпати» грали основний склад. Матч зустрічі розпочався о 17 годині. Тоді вартість одного квитка коштував 1 карбованець а придбати можна було в райспорткомітеті, а вдень гри — на міському стадіоні. Зустріч викликала великий інтерес у шанувальників футболу району. Перед початком зустрічі гостей привітав інструктор райкому партії М. В. Боднар. Юні футболісти Перемишлянських середніх шкіл вручили майстрам шкіряного м’яча зі Львова квіти. І ось гра. Перший її тайм пройшов з відчутною перевагою гостей. Вони провели 4 голи. Футболісти «Колоса» діяли сковано, відчувалось, що на них діє тягар авторитету майстрів футболу. У другому таймі футболісти «Колоса» діяли більш розкуто. В окремих епізодах вони показували злагоджену гру. М. Бойчук забив гола.
Матч завершився з рахунком 1:5 з поразкою «Колоса».

## Освіта
- Центр дитячої та юнацької творчості
- Перемишлянська загальноосвітня школа I—III ступенів № 2 імені Омеляна Ковча
- Перемишлянський професійний ліцей
- Навчально-виховний комплекс «Перемишлянська школа-гімназія»

## Релігія
- Церква Святого Миколая УГКЦ
- Храм Різдва Пресвятої Богородиці ПЦУ
- Храм Вознесіння Господнього ПЦУ
- Церква Святого Володимира та блаженного мученика Омеляна Ковча УГКЦ
- Костел Святих Апостолів Петра і Павла РКЦ
- синагога та паломницький центр біля огеля (склепу) третього та першого рабинів перемишлянської династії[en] цадиків — рабі Меїра II з Перемишлян[he] та його діда рабі Меїра I з Перемишлян[he] (учня БеШТа, засновника хасидського руху).
- Українська Церква християн віри євангельської "Христа Спасителя" у м. Перемишляни. Дім молитви по вулиці Липова Алея 11А. Пастор: Хомич Ігор Миколайович, тел. +380681692401. Графік Богослужінь: Четвер, П'ятниця - 19.00 год., Неділя - 10.00 год..

## Співпраця
- Тягинка, Україна (2025)[13]

## Культура

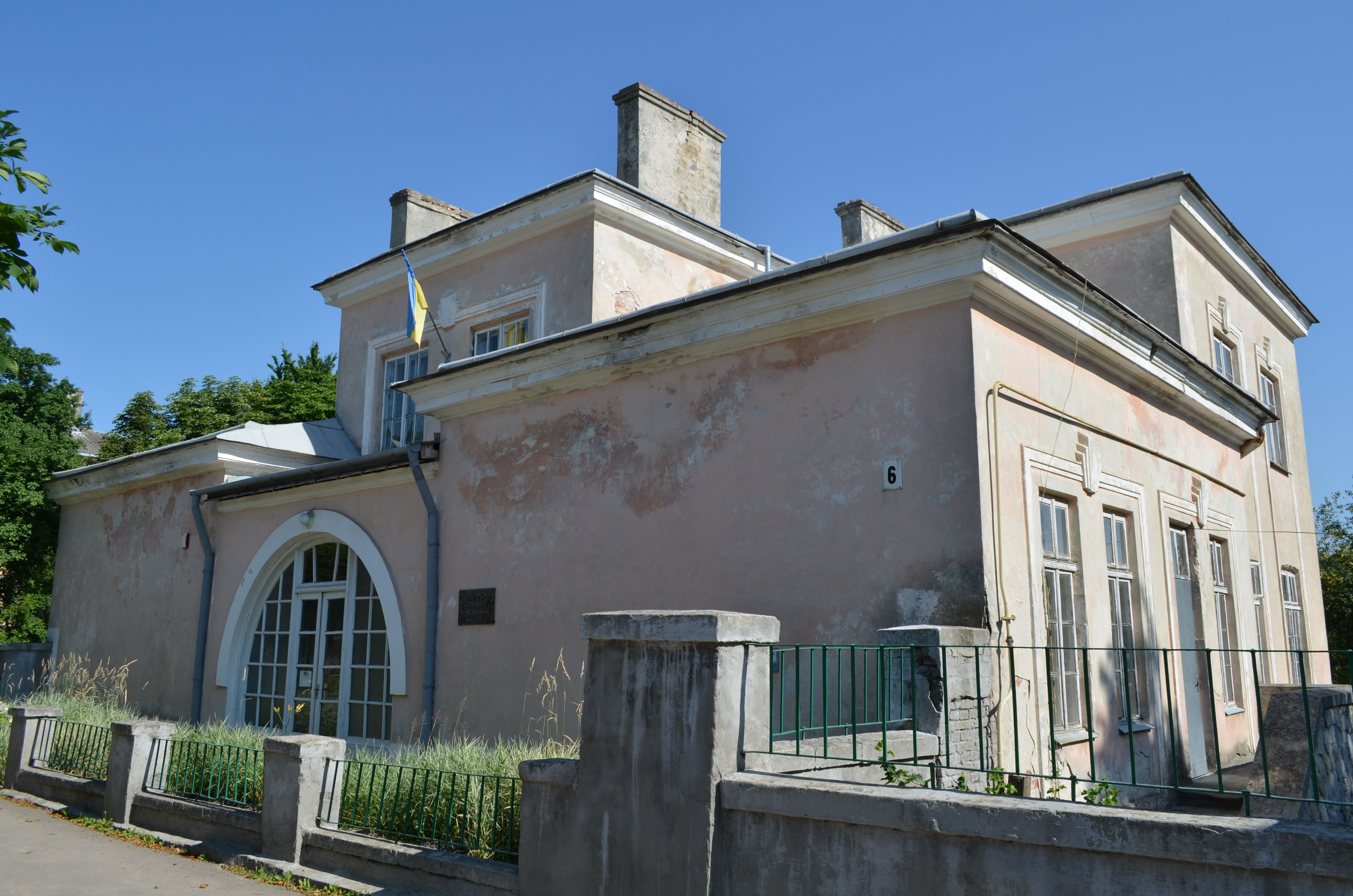
Перемишлянський історико-краєзнавчий музей

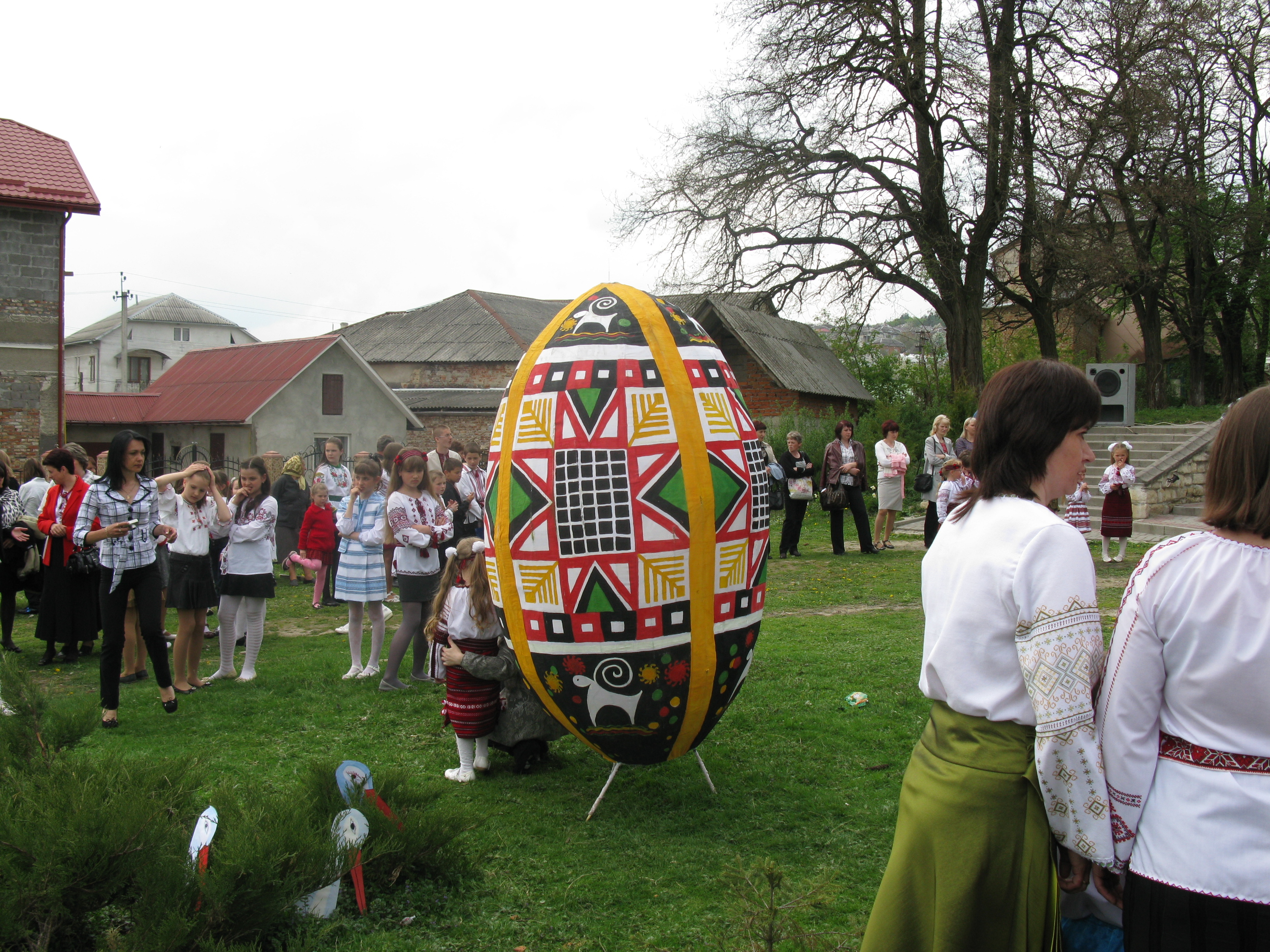
свято гаївок 2011р

- Районний Народний дім м. Перемишляни
- Районна бібліотека для дорослих
- Районна бібліотека для дітей
- Центр дозвілля молоді м. Перемишляни
- Перемишлянська музична школа
- Історико-краєзнавчий музей м. Перемишляни

## Відомі люди

### Народилися
- Северин Барбаг — польський музикознавець і композитор.
- Нафтуле Брандвейн — єврейський музикант.
- Леопольд Козловський — польський музикант, композитор і диригент.
- Адам Коритовський — генерал бригади Війська польського[14]
- Володимир Кудовба — український співак.
- Мирослав Прончак — вояк дивізії СС «Галичина», ветеранський та громадський діяч української громади у США.
- Мирош Михайло (1893—1976) — американський художник.
- Адам Деніель Ротфельд — польський науковець і дипломат.
- Альберт Філярський — польський католицький священник, ректор Львівського університету.
- Барух Штейнберг — головний рабин Війська Польського (1933—1939 рр.) в ранзі майора, убитий в Катині.
- Вілуня Діскін[en] (Вільгельміна Флігельман) — жінка, що пережила Голокост, одна із засновниць Бостонського книжкового колективу про жіноче здоров'я та співавторка книги «Наші тіла, ми самі»[en][15][16].

### Пов'язані з містом
- Блаженний отець Омелян Ковч.
- Михайло Шкільник — український правник родом з Галичини. З 1921 року був суддею і громадський діячем у Перемишлянах.
- Іван Крислач — український художник-графік, навчався в місцевій гімназії.
- Аліса Гжеськовяк — польська політична діячка.
- Вільгельм Райх — австрійський та американський психоаналітик, народився в Добряничах (Перемишлянський район).
- Веніамін Сікора — український економіст та громадський діяч. Був одним з небагатьох експертів у колишньому Радянському Союзі та незалежній Україні із західних економічних теорій. Став одним із засновників Народного руху України. Доктор економічних наук. Академік-засновник АН вищої школи України.